# Marie Canavaggia
Pour les articles homonymes, voir Canavaggia (homonymie).
Marie Canavaggia, née le 7 mars 1896 à Limoges et morte le 29 septembre 1976 à Paris 14e, est une traductrice professionnelle française et, pendant 25 ans, la secrétaire littéraire de Louis-Ferdinand Céline.

## Biographie
Marie Canavaggia est la fille de Jérôme Canavaggio, magistrat d'origine corse, et de Louise Patry, Limougeaude. Elle a deux sœurs plus jeunes : Jeanne (future artiste) et Renée (future astrophysicienne à l'Observatoire de Paris).
Son enfance et son adolescence se partagent entre Limoges et Castelsarrasin, où son père est en poste. En raison de nombreux déménagements, elle ne fréquente l'école que de façon irrégulière.
En 1911 ou 1912, sa famille s'établit définitivement à Nîmes. Marie termine ses études au lycée de jeunes filles de cette ville. Elle y a pour condisciple Jeanne Carayon, qui deviendra la première secrétaire littéraire de Céline. C'est pour pouvoir lire dans le texte ses auteurs favoris que Marie choisit d'étudier l'anglais et l'italien, et qu'elle prend goût à la traduction. Elle obtient son baccalauréat. Après la guerre, elle effectue des séjours en Angleterre et en Italie.
De retour à Nîmes, elle traduit Born in Exile (Né en exil) de George Gissing. Elle termine ce travail fin 1929 ou début 1930. Elle cherche alors un éditeur pour le livre. Mais sa première publication est Le Maçon fatigué, une nouvelle d'Arturo Loria, qui paraît dans la revue Europe en avril 1931.
En 1932, elle rejoint à Paris sa sœur Renée. Toutes deux célibataires, elles s'installent ensemble square de Port-Royal. Né en exil paraît cette année-là aux éditions du Siècle. Marie va garder toute sa vie cette attitude pour le moins inhabituelle chez une traductrice : au lieu de travailler à la commande, elle choisit elle-même une œuvre qui l'intéresse, elle la traduit entièrement, puis elle cherche à convaincre un éditeur de l'intérêt de l'œuvre pour le public français. Elle a une prédilection pour le fantastique. Elle va publier 14 traductions d'auteurs italiens, et 38 d'auteurs anglo-saxons. Selon Julie Arsenault, ses choix témoignent d'un goût sûr, puisqu'elle fait découvrir La Lettre écarlate et La Maison aux sept pignons de Nathaniel Hawthorne, et puisque les autres auteurs qu'elle traduit sont toujours lus aujourd'hui : Mario Soldati, Guido Piovene, Thomas Hardy, George Eliot, George Gissing, Evelyn Waugh, Mary Webb, John Cowper Powys…
En 1936, elle devient la secrétaire littéraire de Louis-Ferdinand Céline.
Elle fait la connaissance en 1945 de Jean Dubuffet qui est un grand admirateur de Céline, alors en exil au Danemark. Elle présente le peintre à sa sœur Jeanne Laganne, elle-même peintre. En 1948, Dubuffet demande à Marie de traduire des articles parus dans la presse américaine lors de sa première exposition à New York. Ils entament ainsi une collaboration qui va durer jusqu'au début des années 1970.
Marie Canavaggia meurt à 80 ans, le 30 septembre 1976 à Paris, renversée par une automobile.

## Collaboration avec Louis-Ferdinand Céline
En 1932, Céline ne veut pas relire les épreuves du Voyage au bout de la nuit. Sa secrétaire Jeanne Carayon le fait à sa place. Quatre ans plus tard, elle ne peut assister l'écrivain pour le manuscrit et les épreuves de Mort à crédit, car elle se trouve aux États-Unis. Elle recommande à Céline son amie du lycée de Nîmes, Marie Canavaggia.
Le rôle de la nouvelle secrétaire consiste d'abord à mettre au point le manuscrit. Elle reçoit une première version du texte, la relit, adresse des remarques à l'auteur, le questionne sur des tournures, sur des audaces grammaticales ou sur des néologismes : « S'il décidait de changer un mot, dit-elle, il ne se contentait pas de le remplacer par un autre. Il recomposait entièrement sa phrase, parfois aussi les phrases environnantes, selon les exigences de sa « cadence ». » Céline corrige beaucoup. Les allers-retours sont innombrables : « Il n'est pas de petits détails qui peuvent me lasser ! écrit Céline à Canavaggia. Je les veux tous ! La moindre virgule me passionne. » Marie ne tape pas à la machine. Elle confie à une dactylo la frappe des versions successives du texte, qu'elle contrôle tour à tour. Puis elle corrige les épreuves d'imprimerie.
Canavaggia est un lien crucial entre Céline et la France durant les années d'exil au Danemark. Femme de confiance, elle est alors amenée à négocier avec les éditeurs à la place de l'auteur. L'écrivain et sa secrétaire échangent près de 400 lettres dans la période 1945-1951.
Pierre Monnier décrit Marie Canavaggia comme « un personnage typé d'aristocrate provinciale un peu « dame au chapeau vert » brûlante et réservée ». Pour Céline, cette femme rigoureuse et précise est à même de comprendre intimement ses exigences littéraires et stylistiques, ce dont serait bien incapable un correcteur « maison ». « Il n'y a pas un exégète, dit Pierre Monnier, pas un critique qui ait connu comme elle, qui ait ressenti comme elle, avec autant d'intelligence et de sensibilité, le rythme et le poids de la phrase célinienne. » L'écrivain impose Canavaggia à tous ses éditeurs, occasionnels ou non. Il entre en fureur en 1949 lorsqu'il apprend que les épreuves du Voyage au bout de la nuit ont été confiées à un correcteur d'imprimerie : « Je suis au courant par Marie de ce sabotage de virgules et je suis révolté, outré, frémissant… » En 1952, il prévient Gallimard : « Mais il faut me garder Marie Canavaggia. Ah j'y tiens absolument ! Elle fait partie du travail. » En 1961, peu avant sa mort, lorsqu'il se démène pour obtenir une édition dans la Pléiade, il rappelle à Gallimard : « La correctrice il va sans dire, on ne peut plus qualifiée est Marie Canavaggia. »
Canavaggia est « secrétaire et confidente », dit Roger Nimier. Elle est pour Céline son « cher double », et une âme sœur plutôt qu'une femme. Selon Henri Godard, sans aller « jusqu'à espérer que rien d'intime puisse intervenir entre eux », Canavaggia aimerait sans doute être la seule femme dans la vie de Céline. Elle est jalouse de son épouse Lucette. Elle reste la secrétaire et la proche collaboratrice de l'écrivain jusqu'à la mort de celui-ci, le 1er juillet 1961. À compter de cette date, elle n’a plus accès aux manuscrits. Elle ne joue aucun rôle dans la mise au point des textes posthumes — notamment dans celle de Rigodon, qui est transcrit par André Damien, puis par François Gibault et Lucette Destouches,, et enfin par Henri Godard lors de son édition dans la Pléiade,.
La correspondance de Marie Canavaggia et de Céline est publiée par les éditions du Lérot, puis par les éditions Gallimard. Les manuscrits sont donnés par Renée Canavaggia à la Bibliothèque nationale de France.

## Traductions

### Littérature anglo-saxonne
- 1932 : Carnaval de Compton Mackenzie, coll. « Les Grands Étrangers », Paris, Redier.
- 1932 : Né en exil de George Gissing, introd. Émile Henriot, coll. « Les Maîtres étrangers », Paris, Siècle.
- 1932 : Le Retour au pays natal de Thomas Hardy, introd. Léon Daudet, coll. « Les Maîtres étrangers », Siècle.
- 1933 : avec Jacques de Lacretelle, La Renarde de Mary Webb, introd. Jacques de Lacretelle, coll. « Les Maîtres étrangers », Siècle.
- 1935 : La Fille du colonel de Richard Aldington, Paris, Gallimard.
- 1935 : Terreur dans la vallée de Q. Patrick, coll. « Le Masque », Paris, Champs-Élysées.
- 1938 : Diablerie d'Evelyn Waugh, préface Jean Giraudoux, coll. « Romans étrangers », Paris, Grasset.
- 1938 : La Folie sous la neige de Virginia Rath, Paris, Simon.
- 1938 : La Peinture anglaise au XVIIIe siècle de Tancred Borenius (en), Paris, Hypérion.
- 1939 : La Mort fait l'appel de Patrick Quentin, coll. « L'Empreinte », no 160, Nouvelle Revue Critique.
- 1940 : Vigilante Armure de Mary Webb, coll. « Les Maîtres étrangers », Paris, Nouvelles Éditions latines.
- 1945 : La Maison aux sept pignons de Nathaniel Hawthorne, coll. « Les Maîtres étrangers », Nouvelles Éditions latines.
- 1945 : Une poignée de cendre d'Evelyn Waugh, coll. « Romans étrangers », Grasset.
- 1945 : Le Nez de Cléopâtre de Lord Berners (en), coll. « Fenêtre sur le monde », Paris, La Jeune Parque.
- 1945 : Le Crime du cygne d'or de Dorothy Cameron Disney, coll. « Le Sphinx », Paris, Maréchal.
- 1945 : La Catastrophe de Mr. Higginbotham et Le Jeune Maître Brown de Nathaniel Hawthorne, in collectif, « Contes étranges », première série (nouvelles de William Wilkie Collins, Nathaniel Hawthorne, Charles Dickens, R. H. Barham et Walter Scott), Paris, Les Ordres de chevalerie.
- 1946 : Meurtre entre chien et loup de Max Long, coll. « Le Sphinx » Maréchal.
- 1946 : Un cadavre bien né d'Elda Benjamin, coll. « Le Sphinx », Maréchal.
- 1946 : La Lettre écarlate de Nathaniel Hawthorne, avant-propos Julien Green, coll. « Vieille Amérique », La Nouvelle Édition. Cette traduction obtient le prix Denise-Clairouin.
- 1947 : Des faits précis d'Howard Spring (en), Paris, Flammarion.
- 1948 : Les Ancêtres d'Allen Tate, Gallimard.
- 1951 : Mes jours évanouis d'Anne Green, Paris, Plon.
- 1951 : Hélène d'Evelyn Waugh, Paris, Stock.
- 1952 : Valjoie de Nathaniel Hawthorne, préface André Maurois, Gallimard.
- 1953 : Les Amis des amis d'Henry James, Paris, Arcanes.
- 1954 : Vallauris, mil neuf cent cinquante-quatre : suite de 180 dessins de Picasso, trad. de la notice de Rebecca West, Paris, éd. de la revue Verve.
- 1955 : Carnets intimes de G. Braque, trad. de la présentation de Rebecca West, éd. de la revue Verve.
- 1956 : L'Univers de Miss Sotherby d'Elizabeth Montagu, coll. « Climats », Grasset.
- 1957 : L'Image dans le tapis d'Henry James, coll. « Eaux vives », Paris, Horay.
- 1958 : « Jean Dubuffet. Brève introduction à son œuvre » de James Fitzsimmons, in Album Jean Dubuffet, Bruxelles, La Connaissance.
- 1958 : Les Sables de la mer de John Cowper Powys, Paris, Plon.
- 1961 : De vie à trépas de Theodore Powys, Gallimard.
- 1961 : Malcolm de James Purdy, Gallimard.
- 1965 : Autobiographie de John Cowper Powys, Gallimard.
- 1967 : Camp retranché de John Cowper Powys, Grasset.
- 1968 : « Le Voile soulevé » de George Eliot, Paris, in Revue de Paris, février et mars.
- 1973 : « Thomas Hardy » de John Cowper Powys, in Granit, no 1-2[25].
- 1982 : Les Sables de la mer de John Cowper Powys, Bourgois.

### Littérature italienne
- 15 avril 1931 : « Le Maçon fatigué », nouvelle d'Arturo Loria (it), in Europe, no 100.
- 1935 : L'État corporatif de Bruno Biagi, Nouvelles Éditions latines.
- 1939 : La Roue de Gian Dàuli (it)[26], Stock.
- 1940 : avec Pierre Dutray, Le Boucanier du roi de Raphaël Sabatini, Gallimard.
- 1942 : avec Renée Canavaggia et Louis Jouvet, Pratique pour fabriquer scènes et machines de théâtre de Nicola Sabbattini, introd. Louis Jouvet, Neuchâtel, Ides et Calendes.
- 1946 : Marco Polo de Giotto Dainelli (it), Paris, Denoël.
- 1947 : Amérique, premier amour : scènes de la vie américaine de Mario Soldati, Paris, Portes de France.
- 1947 : L'Affaire Motta de Mario Soldati, Paris, Pavois.
- 1948 : « Histoire de Marcos » de Guido Piovene, in Revue de Paris, septembre.
- 1949 : La Gazette noire de Guido Piovene, Paris, Laffont.
- 1956 : Un soulier de Luigi Santucci, conte de Noël, La Pensée française, no 2.
- 1957 : Fiesta de Prudencio de Pereda, coll. « Climats », Grasset.
- 1962 : Agostino d'Alberto Moravia, Flammarion.
- 1985 : revu et corrigé par Jean-Noël Schifano, Magie blanche de Gian Dàuli, coll. « Les Chemins de l'Italie », Paris, Desjonquères.

## Prix et distinctions
- 1946 : Prix Denise-Clairouin[27] pour la traduction de La Lettre écarlate de Nathaniel Hawthorne. En 1955, cette même traduction se voit attribuer le grand prix des meilleurs romans étrangers.
- 1965 : Prix Gustave-Le Métais-Larivière de l’Académie française pour la traduction d'Autobiographie de John Cowper Powys[1].

Selon Pierre Monnier, elle reçoit aussi le prix de la traduction Halpérine-Kaminsky.